# Números y fórmulas pandigitales
Los números y las fórmulas pandigitales son aquellas expresiones matemáticas en cuya construcción aparecen al menos una vez todos los dígitos que constituyen la base de numeración en la que están escritos. La base 10 es la más usada para construir expresiones pandigitales, pues se trata de la base más pequeña que usa todos los guarismos existentes (0, 1, 2, ,3 ,4 ,5, 6, 7, 8, 9) para denotar números.
Existen ciertas discrepancias en cuanto a la definición anterior que es importante numerar:
1. En algunas ocasiones se permite una única aparición de cada dígito;[1]
2. en otros casos, es permisible repetir cada cifra cuantas veces se quiera;
3. algunas definiciones consideran al 0 como un guarismo válido y otras no (en este caso, la única condición es que el número no empiece por 0).[2]

Los siguientes son ejemplos de números pandigitales: 
- 245 789 613 usando la primera definición; a este tipo de números pandigitales se les llama "no redundantes" o "restringidos".
- 122 333 444 455 555 666 666 777 777 788 888 888 999 999 999 usando la segunda definición; a este tipo de números pandigitales se les denomina "redundantes" o "no restringidos".
- 10 102 030 309 030 804 705 606, usando la tercera definición.

Recurriendo a la primera definición, resulta que la cantidad de números pandigitales es finita (exactamente, habría 362 880 números pandigitales si se consideraran sólo los dígitos del 1 al 9; en cambio, si se considerara también el 0, entonces habría 3 628 799 de números pandigitales). 
Siendo así, resulta mucho más interesante estudiar las consecuencias de usar ya sea la segunda o la tercera definición, pues con cualquiera de las dos la cantidad de números pandigitales crece hasta el infinito. 
En el caso de las fórmulas pandigitales, se hacen las mismas puntualizaciones: pueden usarse sólo una vez cada dígito, una cantidad arbitraria de veces o considerar el 0 como otro dígito más aunque, en este caso, su empleo resulta indiferente o, incluso, contraproducente, pues al ser el neutro aditivo no tiene efecto sumarlo o restarlo a una expresión; en caso de que se multiplique, anula a cualquiera de las expresiones que formen parte del producto (lo mismo si es numerador de una fracción, y evidentemente no puede usarse como denominador); en cuanto a la potenciación, no tiene otra utilidad más que volver 1 cualquier expresión.

## Propiedades de los números pandigitales en base 10
Existen varios teoremas asociados a los números pandigitales. Los más populares y básicos son los siguientes: 
Teorema 1. Todo número pandigital restringido es divisible entre 9.
Demostración:
Esto se demuestra fácilmente: sea {\displaystyle \rho } un número pandigital restringido. Entonces, la suma de sus dígitos es: 
{\displaystyle \sum _{i=0}^{9}i=45}
Nótese que 4+5 = 9. Por lo tanto, {\displaystyle \rho } cumple la prueba de divisibilidad entre 9. 
Corolario. En general, si se considera que {\displaystyle \rho _{n}} es un número pandigital donde todas sus cifras se repiten {\displaystyle n} cantidad de veces cada una (a este númer pandigital se le llamará ""restringido a {\displaystyle n}"), entonces la suma de sus dígitos es:  
{\displaystyle n\cdot \sum _{i=0}^{9}i=45n}
Y dado que {\displaystyle 9\mid 45n}, entonces nuevamente {\displaystyle \rho _{n}} cumple el criterio de divisibilidad entre 9. 
Teorema 2. El número pandigital más pequeño en una base b cualquiera está dado por:
{\displaystyle b^{b-1}+\sum _{j=2}^{b-1}jb^{b-1-j}}
Teorema 3. La cantidad de números pandigitales que puede formarse con {\displaystyle N} dígitos del 0 al 9 repartidos de manera arbitraria es:
{\displaystyle N!-a_{0}}
donde {\displaystyle a_{0}} representa la cantidad de veces que se repite el 0.
Demostración:
La demostración es elemental, pues aplica principios básicos de combinatoria. 
Dados {\displaystyle N} dígitos del 0 al 9 para formar números con esa cantidad de cifras, entonces hay {\displaystyle N} posiciones donde colocar cada uno de los guarismo. Así pues, como la cantidad de cifras es la misma que la cantidad de posiciones, pueden colocarse {\displaystyle N} dígitos en la primera posición, {\displaystyle N-1} dígitos en la segunda posición, {\displaystyle N-2} dígitos en la tercera posición, etc. Multiplicando todas las maneras de colocar los dígitos en todas las posiciones, el resultado es: 
{\displaystyle N(N-1)(N-2)...(3)(2)=N!}
Por último, no todas las combinaciones son válidas, dado que no se admiten aquellas que comienzan por 0. 
Si {\displaystyle a_{0}} denota la cantidad de veces que se repite el 0, entonces solamente habrá {\displaystyle a_{0}} números que empiezan por 0 (el que tiene sólo un 0 al principio, el que tiene dos 0 al principio, el que tiene tres 0 al principio, etc.). Así, la fórmula queda finalmente como:
{\displaystyle N!-a_{0}}

## Conjeturas acerca de números pandigitales

### La conjetura de las potencias de 2
Conjetura. Todas las potencias de 2 mayores a 168 son números pandigitales.
{\displaystyle 2^{168}} es un número de 51 dígitos que contiene todos los dígitos excepto (curiosamente) 2; sin embargo, se cree que a partir del 169 todas las potencias de 2 son pandigitales.

## Números pandigitales especiales
- 1 023 456 789: es el número pandigital restringido más pequeño en base 10, cuando los dígitos van del 0 al 9.
- 123 456 789: el número pandigital restringido más pequeño en base 10, cuando sus dígitos van del 1 al 9.
- 9 876 543 210: el número pandigital restringido más grande en base 10, cuando los dígitos van del 0 al 9.
- 987 654 321: el número pandigital restringido más grande en base 10, cuando los dígitos van del 1 al 9.
- 3 816 547 290: el único número pandigital restringido que es polidivisible.
- 9 814 072 356: el número pandigital restringido más grande que es un cuadrado, concretamente el cuadrado de 99066.
- 10 123 457 689: el número primo pandigital más pequeño (no hay números pandigitales restringidos que sean primos).[5]

## Fórmulas pandigitales
Una curiosidad entretenida de las fórmulas pandigitales es la posibilidad que brindan de crear expresiones que se aproximen tanto como sea posible al valor exacto de un número irracional. Hay varios ejemplos de esto, sobre todo para los tres números irracionales más famosos: {\displaystyle \pi }, {\displaystyle \Phi } (la razón aúrea) y {\displaystyle e} (número de Euler).
Para el caso de {\displaystyle \Phi } existe el siguiente ejemplo: 
{\displaystyle \Phi \approx {\dfrac {7\times (98+43+0)}{61\times 5\times 2}}}
Lo cual es solamente una aproximación. 
Sin embargo, dado que {\displaystyle \Phi ={\frac {1+{\sqrt {5}}}{2}}}, puede construirse fácilmente al menos una fórmula pandigital que proporcione el valor exacto del número áureo. Un ejemplo de una fórmula así sería el siguiente: 
{\displaystyle \Phi ={\dfrac {(4-3)+5^{\frac {1}{2}}}{(9+7)-(8+6)}}}
Para {\displaystyle \pi } la cuestión es más complicada, pues no existe una fórmula sencilla que permita expresarlo usando sólo números naturales. Eso no impide que haya quienes se aventuraran a diseñar fórmulas pandigitales que lo aproximen, y uno de los primeros fue B. Astle,  quien calculó una fórmula que concuerda con {\displaystyle \pi } en 9 decimales: 
{\displaystyle \pi \approx 3+{\dfrac {4}{28}}-{\dfrac {1}{790+{\dfrac {5}{6}}}}}
En 2004 B. Siv propuso otra fórmula pandigital que aproximaba el valor de {\displaystyle \pi } pero ahora con 10 decimales correctos: 
{\displaystyle \pi \approx 2^{5^{.4}}-.6-\left({\dfrac {.3^{9}}{7}}\right)^{.8^{.1}}}
Lo cual no fue un gran avance, pero al menos logró superar a Astle. 
Sin embargo, ese mismo año G. W. Barbosa dio otra fórmula que acercaba a 17 decimales correctos la aproximación, aunque ésta era mucho más compleja que la proporcionada por B. Siv: 
{\displaystyle \pi \approx {\dfrac {\ln\{[2\times 5!+(8-1)!]^{\sqrt {9}}\}+4!(3!)!}{\sqrt {67}}}}
En cuanto al número {\displaystyle e}, es éste quien tiene la fórmula pandigital más impresionante, conocida como la "fórmula de Sabey" en honor a su descubridor Richard Sabey, quien la propuso en 2004 respondiendo a un reto lanzado por el mismo B. Siv: 
{\displaystyle e\approx \left(1+9^{-4^{6\times 7}}\right)^{3^{2^{85}}}}
Lo sorprendente de la fórmula de Sabey es que, a diferencia de las otras, no acierta en un puñado de dígitos (en los casos anteriormente presentados, las aproximaciones no llegan ni a la veintena de dígitos correctos), sino que coincide en 18 457 734 525 360 901 453 873 570 de decimales (nótese, además, que la cantidad de decimales en que coincide la fórmula de Sabey con el número de  Euler es un número pandigital no restringido).